# Hugo Åbergs Memorial
L’Hugo Åbergs Memorial est une course hippique de trot attelé se déroulant au mois de juillet sur l'hippodrome de Jägersro, à Malmö, en Suède.
C'est une course internationale de Groupe I, réservée aux chevaux de 4 à 10 ans. C'était une étape du Grand Circuit européen de trot et de la Coupe du Monde de Trot avant la suppression de ces épreuves en 2012 et 2008.
Elle se court sur la distance de 1 609 mètres (1 mille), départ à l'autostart et l'allocation s'élève à environ 266 045 € (3 109 000 SEK, dont 1 609 000 pour le vainqueur).
Dans l'édition 2017, l'Américain Propulsion y établit un record d'Europe avec une réduction kilométrique de 1'08"1, mais cette performance est retirée du palmarès à la suite de l'affaire de la névrectomie et de la disqualification du cheval de toutes ses courses disputées en Suède.

## Palmarès depuis 1978
| Année | Vainqueur       | S/A  | Pays       | Père             | Driver              | Entraîneur           | Deuxième          | Troisième         | Réd.km |
| ----- | --------------- | ---- | ---------- | ---------------- | ------------------- | -------------------- | ----------------- | ----------------- | ------ |
| 2024  | Borups Victory  | M.6  | Suède      | Googoo Gaagaa    | Daniel Wäjersten    | Daniel Wäjersten     | Get a Wish        | Click Bait        | 1'09"  |
| 2023  | Hail Mary       | M.7  | Suède      | Googoo Gaagaa    | Örjan Kihlström     | Daniel Redén         | Vivid Wise As     | Hierro Boko       | 1'09"5 |
| 2022  | Don Fanucci Zet | M.6  | Suède      | Hard Livin       | Örjan Kihlström     | Daniel Redén         | Stoletheshow      | Önas Prince       | 1'09"9 |
| 2021  | Who's Who       | M.7  | Suède      | Maharajah        | Örjan Kihlström     | Pasi Aikio           | Cyber Lane        | Upstate Face      | 1'10"7 |
| 2020  | Double Exposure | F.7  | États-Unis | Donato Hanover   | Örjan Kihlström     | Daniel Redén         | Cokstile          | Tae Kwon Deo      | 1'09"2 |
| 2019  | Ringostarr Treb | M.9  | Italie     | Classic Photo    | Wilhelm Paal        | Jerry Riordan        | Propulsion        | Pastore Bob       | 1'09"4 |
| 2018  | Up and Quick    | M.10 | France     | Buvetier d'Aunou | Björn Goop          | Antoine Lherete      | Pastore Bob       | Dante Boko        | 1'09"7 |
| 2017  | Ringostarr Treb | M.8  | Italie     | Classic Photo    | Wim Paal            | Jerry Riordan        | Twister Bi        | Shadow Gar        | 1'08"2 |
| 2016  | Mosaique Face   | M.9  | Suède      | Classic Photo    | Adrian Kolgjini     | Lutfi Kolgjini       | Robert Bi         | Dante Boko        | 1'08"9 |
| 2015  | Creatine        | M.5  | États-Unis | Andover Hall     | Johnny Takter       | Johnny Takter        | B.B.S. Sugarlight | Oasis Bi          | 1'09"7 |
| 2014  | Ed You          | H.7  | Suède      | Love You         | Robert Bergh        | Robert Bergh         | Occhione Jet      | Oasis Bi          | 1'10"1 |
| 2013  | Commander Crowe | H.10 | Suède      | Juliano Star     | Örjan Kihlström     | Fabrice Souloy       | The Best Madrik   | Bagley            | 1'10"7 |
| 2012  | Commander Crowe | H.9  | Suède      | Juliano Star     | Christophe Martens  | Fabrice Souloy       | Sebastian K.      | Caballion         | 1'08"9 |
| 2011  | Lavec Kronos    | H.10 | Suède      | Enjoy Lavec      | Erik Adielsson      | Lutfi Kolgjini       | Brioni            | Joke Face         | 1'10"0 |
| 2010  | Lavec Kronos    | H.9  | Suède      | Enjoy Lavec      | Lutfi Kolgjini      | Lutfi Kolgjini       | Torvald Palema    | Brioni            | 1'09"9 |
| 2009  | Torvald Palema  | M.8  | Suède      | Alf Palema       | Åke Svanstedt       | Åke Svanstedt        | Russel November   | Igor Font         | 1'09"7 |
| 2008  | L'Amiral Mauzun | H.9  | France     | Bon Conseil      | Jean-Michel Bazire  | Jean-Philippe Ducher | Jaded             | Russel November   | 1'09"7 |
| 2007  | Oiseau de Feux  | M.5  | France     | Biesolo          | Jean-Michel Bazire  | Fabrice Souloy       | Citation          | Red Chili Pirat   | 1'10"9 |
| 2006  | Citation        | M.5  | États-Unis | Conway Hall      | Erik Adielsson      | Stig H. Johansson    | Jetstile          | Spring Ray        | 1'11"  |
| 2005  | Gidde Palema    | H.10 | Suède      | Alf Palema       | Åke Svanstedt       | Åke Svanstedt        | Tag The Devil     | Cold Hard Wind    | 1'10"9 |
| 2004  | Gidde Palema    | H.9  | Suède      | Alf Palema       | Åke Svanstedt       | Åke Svanstedt        | Steinlager        | Digger Crown      | 1'11"2 |
| 2003  | Revenue         | M.7  | Suède      | Rêve d'Udon      | Lutfi Kolgjini      | Lutfi Kolgjini       | Gidde Palema      | Intact Hornline   | 1'10"5 |
| 2002  | Varenne         | M.7  | Italie     | Waikiki Beach    | Giampaolo Minnucci  | Jori Turja           | Intact Hornline   | Legendary Lover K | 1'10"  |
| 2001  | Giesolo de Lou  | M.7  | France     | Biesolo          | Jean-Étienne Dubois | Jean-Étienne Dubois  | Igor Brick        | Blue Fighter      | 1'11"  |
| 2000  | Victory Tilly   | M.5  | Suède      | Quick Pay        | Stig H. Johansson   | Stig H. Johansson    | Varenne           | Gidde Palema      | 1'10"7 |
| 1999  | Fridhems Ambra  | F.5  | Suède      | Pale Amber       | Stefan Söderkvist   | Ove Ousbäck          | Indian Silver     | General November  | 1'11"2 |
| 1998  | Rite On Line    | M.7  | États-Unis | Supergill        | Atle Hamre          | Atle Hamre           | Running Sea       | Atas Ace L.       | 1'12"4 |
| 1997  | Rite On Line    | M.7  | États-Unis | Supergill        | Atle Hamre          | Atle Hamre           | Zoogin            | Good As Gold      | 1'11"  |
| 1996  | Zoogin          | M.6  | Suède      | Zoot Suit        | Åke Svanstedt       | Åke Svanstedt        | Rite On Line      | Kramer Cash       | 1'11"5 |
| 1995  | Houston Laukko  | M.7  | Finlande   | Choctaw Brave    | Jorma Kontio        | Pekka Yli-Houhala    | Bolets Igor       | Turbo Thrust      | 1'11"5 |
| 1994  | Campo Ass       | M.6  | Allemagne  | Diamond Way      | Heinz Wewering      | Heinz Wewering       | Bolets Igor       | Sea Cove          | 1'11"2 |
| 1993  | Sea Cove        | M.7  | Canada     | Bonefish         | Jos Verbeeck        | Harald Grendel       | Campo Ass         | Meadow Prophet    | 1'11"8 |
| 1992  | Kosar           | M.5  | États-Unis | Speedy Somolli   | Stig H. Johansson   | Stig H. Johansson    | To the Gate       | Peace Corps       | 1'12"2 |
| 1991  | Peace Corps     | F.5  | États-Unis | Baltic Speed     | Stig H. Johansson   | Stig H. Johansson    | Nordin Hanover    | Mr Lucken         | 1'12"3 |
| 1990  | Peace Corps     | F.4  | États-Unis | Baltic Speed     | Stig H. Johansson   | Stig H. Johansson    | Huggie Hanover    | Riton du Gite     | 1'13"  |
| 1989  | Mack Lobell     | M.5  | États-Unis | Mystic Park      | Veijo Heiskanen     | John-Erik Magnusson  | Nealy Lobell      | Huggie Hanover    | 1'12"1 |
| 1988  | Callit          | M.7  | Suède      | Tibur            | Karl O Johansson    | Karl O Johansson     | Pay Nibs          | Nealy Lobell      | 1'12"4 |
| 1987  | Big Spender     | M.6  | Suède      | Tibur            | Berth Johansson     | Berth Johansson      | Callit            | Clash Hammering   | 1'13"6 |
| 1986  | Big Spender     | M.5  | Suède      | Tibur            | Berth Johansson     | Berth Johansson      | Callit            | Super Play        | 1'14"7 |
| 1985  | Matine          | F.7  | Suède      | Pelle Jr         | Johnny Takter       | Bo W Takter          | Legolas           | Brandy Hanover    | 1'13"8 |
| 1984  | The Onion       | M.5  | Suède      | Quick Pay        | Stig H. Johansson   | Stig H. Johansson    | Matine            | Marcon Lep        | 1'12"3 |
| 1983  | Speedy Magnus   | M.6  | Suède      | Speedy Spin      | Olle Goop           | Arne Bernhardsson    | Prophet Ribb      | Dorians Music     | 1'13"9 |
| 1982  | US Thor Viking  | M.5  | États-Unis | Nevele Pride     | Stig H. Johansson   | Stig H. Johansson    | Ex Lee            | Nino Blazing      | 1'13"8 |
| 1981  | Mustard         | M.5  | Suède      | Tibur            | Olle Goop           | Ulf Nordin           | Plumona RS        | Dialekt           | 1'14"2 |
| 1980  | Express Gaxe    | M.7  | Suède      | Express Rodney   | Gunnar Axelryd      | Gunnar Axelryd       | Madison Avenue    | Tarok             | 1'13"5 |
| 1979  | Express Gaxe    | M.6  | Suède      | Express Rodney   | Gunnar Axelryd      | Gunnar Axelryd       | Pershing          | Ex Lee            | 1'15"3 |
| 1978  | Pershing        | M.7  | États-Unis | Nevele Pride     | Berndt Lindstedt    | Berndt Lindstedt     | Grande Frances    | Madison Avenue    | 1'15"3 |